# Ernst Pollak
Ernst Pollak ist ein ehemaliger österreichischer Beamter der Österreichischen Bundesbahnen, Hofrat und Abteilungsleiter im Bundesministerium für Verkehr.

## Leben
Er war 1968 Mitarbeiter und Bundesbahn-Zentralinspektor (Diensttitel für Lohngruppe IXb) in der Personal- und Sozialverwaltung der Generaldirektion der Österreichischen Bundesbahnen.
Ernst Pollak war mindestens von 1977 bis 1984 Leiter der Abteilung II/2 (Rechtliche und administrative Angelegenheiten der Schienenbahnen (ausgenommen Straßenbahnen) und Rohrleitungen etc.) in der Sektion II (Oberste Behörde für Eisenbahnen, Kraftfahrlinien, Rohrleitungen und Schlepplifte) im Bundesministerium für Verkehr.
Der Beamte trägt den Akademischen Grad Dr. iur., den Amtstitel Hofrat und den Diensttitel Bundesbahn-Direktionsrat.

## Auszeichnungen und Ehrungen
- Großes Ehrenzeichen für Verdienste um die Republik Österreich[3]
- Goldenes Ehrenzeichen für Verdienste um die Republik Österreich[3]
- Goldenes Ehrenzeichen für Verdienste um das Land Wien[3]
- Großes Verdienstkreuz der Bundesrepublik Deutschland[3]
- Verdienstzeichen der Marktgemeinde Mayrhofen